# Siloca cubana
Siloca cubana är en spindelart som beskrevs av Bryant 1940. Siloca cubana ingår i släktet Siloca och familjen hoppspindlar. Inga underarter finns listade i Catalogue of Life.